# 原良也
原 良也（はら よしなり、1943年4月3日 - ）は、大和証券グループ本社最高顧問。日本経団連評議員会副議長。元大和証券グループ本社社長。日本取締役協会副会長、大和証券グループ本社名誉顧問。大阪府岸和田市出身。和歌山大学経済学部卒業。

## 経歴
- 1943年4月 - 大阪府岸和田市に生まれる。
- 1967年3月 - 和歌山大学経済学部卒業。
- 1967年4月 - 大和証券入社
- 1997年 - 大和証券社長
- 1999年 - 持ち株会社制移行に伴い大和証券グループ本社社長を兼務
- 2004年 - 大和証券グループ本社会長
- 2008年 - 大和証券グループ本社最高顧問
- 2012年 - 大和証券グループ本社名誉顧問
- 2014年 - ウシオ電機取締役
- 2016年11月 - 旭日重光章受章[2]